# Rickenbacker Motor Company
La Rickenbacker Motor Company è stata una casa automobilistica statunitense attiva tra il 1922 e il 1927 con sede a Detroit, nel Michigan.
La compagnia fu fondata da Eddie Rickenbacker, un aviatore statunitense considerato il più "prolifico" della prima guerra mondiale. La società fu avviata con l'ausilio di Byron Everitt, William Metzger e Walter Flanders.
Eddie Rickenbacker usò il suo emblema adoperato nel 94th Fighter Squadron come logo per l'azienda; raffigurava un cilindro all'interno di un cerchio. Fu applicato sulle automobili sia anteriormente che posteriormente.
La Rickenbacker costruì vetture coupé sportive. I freni installati all'interno delle quattro ruote furono introdotti nel 1923. L'anno successivo ci fu un tentativo fallito per fondersi con la Peerless.
All'inizio le Rickenbacker montavano motori a sei cilindri, che furono sostituiti nel 1925 da propulsori ad otto cilindri. Il modello che montava quest'ultimo tipo di motore fu denominato Vertical Eight Super Fine, che si riferiva alle caratteristiche del propulsore ed all'alta qualità delle vetture.
La compagnia subì un primo contraccolpo con la morte di Walter Flanders in un incidente automobilistico nel 1923. Nel 1926 Eddie Rickenbacker fu disgustato dei continui litigi interni, e si dimise.
Sebbene nel 1926 la Casa automobilistica commercializzò nuovi modelli che furono chiamati 6-70, 8-80 e 8-90, le automobili Rickenbacker erano troppo costose per l'epoca e vendettero poco. Quando anche altri dirigenti lasciarono l'azienda nel 1927, la compagnia chiuse. Prima della chiusura, più 11.000 esemplari di autovetture furono costruiti.
I macchinari per la produzione furono poi venduti alla Audi e trasportati in Germania. Questo trasferimento ebbe riflessi anche sui successivi modelli della Casa automobilistica tedesca; infatti, la Zwickau e la Dresden avevano installato motori Rickenbacker da sei ed otto cilindri.
Alcuni esemplari di automobili Rickenbacker sopravvivono ancora oggi.